# Пулли, Спенсер
Спенсер Кайл Пулли (англ. Spencer Kyle Pulley; 3 апреля 1993, Мемфис, Теннесси) — профессиональный американский футболист, выступал на позиции центра. Играл в НФЛ в составах «Чарджерс» и «Джайентс». На студенческом уровне выступал за команду университета Вандербильта.

## Биография
Спенсер Пулли родился 3 апреля 1993 года в Мемфисе. Младший из двух детей в семье бухгалтера Ли Пулли и его супруги Карен. Учился в частной Евангелистской христианской школе. В составе её футбольной команды играл тэклом нападения и ди-эндом. Включался в состав сборной звёзд штата по итогам турнира II дивизиона, принимал участие в матче всех звёзд Теннесси. В течение трёх лет входил в сборную школы по лёгкой атлетике, занимался толканием ядра и метанием диска.

### Любительская карьера
В 2011 году Пулли поступил в университет Вандербильта. В том же сезоне он дебютировал в футбольном турнире NCAA, выходил на поле в составе специальных команд, был запасным гардом. В 2012 году он сыграл четыре матча в роли стартового центра. Игроком основного состава Пулли стал в сезоне 2013 года, когда принял участие во всех тринадцати матчах «Вандебильт Коммодорс» на месте стартового правого гарда.
Сезон 2014 года Пулли отыграл на позиции правого гарда. В двенадцати матчах команды он провёл на поле 100 % розыгрышей нападения. Весной 2015 года его перевели на место центра. Летом он был включён в список возможных претендентов на Трофей Римингтона. Несмотря на несколько травм, Пулли принял участие во всех двенадцати играх, был одним из капитанов команды.

### Профессиональная карьера
На драфте НФЛ 2016 года Пулли выбран не был. В апреле он в статусе свободного агента подписал контракт с клубом «Сан-Диего Чарджерс». В дебютном сезоне он сыграл за команду в шестнадцати матчах регулярного чемпионата, выходя на позициях центра и правого и левого гардов. В последующее межсезонье его рассматривали как претендента на место основного центра «Чарджерс», а более опытные партнёры отмечали профессионализм Пулли и скорость, с которой он обучается. В чемпионате 2017 года он провёл в стартовом составе все шестнадцать матчей. После окончания сезона «Чарджерс» подписали контракт с ветераном Майком Паунси и выбрали на драфте линейного нападения Скотта Куэсенберри, после чего Пулли потерял место в основе.
В сентябре 2018 года он был выставлен на драфт отказов и перешёл в «Нью-Йорк Джайентс». В регулярном чемпионате Пулли провёл за клуб тринадцать матчей, девять из них в стартовом составе, заменяя травмированного Джона Халапио. По оценкам издания Pro Football Focus он занял 26 место среди центров лиги. В марте 2019 года он должен был получить статус ограниченно свободного агента, но незадолго до этого продлил контракт с «Джайентс» на три сезона, сумма соглашения составила 9,6 млн долларов. В 2019 году он был дублёром Халапио, приняв участие всего в четырёх играх. После окончания сезона руководство клуба укрепило позицию центра, задрафтовав Шейна Лемьё. Перед началом следующего сезона Пулли согласился на пересмотр условий контракта, его базовая заработная плата была снижена на 700 тысяч долларов, а срок был сокращён на год.
В сезоне 2020 года Пулли не сыграл в чемпионате НФЛ ни одного матча. После его окончания он покинул «Джайентс» и в июле 2021 года подписал контракт с «Теннесси Тайтенс». В августе соглашение было расторгнуто из-за травмы игрока. По ходу чемпионата Пулли был игроком тренировочного состава «Миннесоты» и «Майами Долфинс». Весной 2022 года он получил статус свободного агента.